# Mosinee (Wisconsin)
Mosinee es una ciudad ubicada en el condado de Marathon en el estado estadounidense de Wisconsin. En el Censo de 2010 tenía una población de 3.988 habitantes y una densidad poblacional de 180,13 personas por km².

## Geografía
Mosinee se encuentra ubicada en las coordenadas 44°47′27″N 89°41′5″O / 44.79083, -89.68472. Según la Oficina del Censo de los Estados Unidos, Mosinee tiene una superficie total de 22.14 km², de la cual 20.13 km² corresponden a tierra firme y (9.05%) 2 km² es agua.

## Demografía
Según el censo de 2010, había 3.988 personas residiendo en Mosinee. La densidad de población era de 180,13 hab./km². De los 3.988 habitantes, Mosinee estaba compuesto por el 97.57% blancos, el 0.3% eran afroamericanos, el 0.5% eran amerindios, el 0.48% eran asiáticos, el 0% eran isleños del Pacífico, el 0.48% eran de otras razas y el 0.68% pertenecían a dos o más razas. Del total de la población el 1.25% eran hispanos o latinos de cualquier raza.